# Schukow (Kursk)
Schukow (russisch Жуков) ist ein Weiler (chutor) in der Oblast Kursk in Russland. Er gehört zum Rajon Chomutowka und zur Landgemeinde (selskoje posselenije) Romanowski selsowjet.

## Geographie
Der Ort liegt gut 110 km Luftlinie nordwestlich des Oblastverwaltungszentrums Kursk im südwestlichen Teil der Mittelrussischen Platte, 6 km nordöstlich des Rajonverwaltungszentrums Chomutowka, 1 km vom Sitz des Dorfsowjet – Romanowo, 21 km von der Grenze zwischen Russland und der Ukraine, am Torrente Romanowski (Nebenfluss des Sew).

### Klima
Das Klima im Ort ist wie im Rest des Rajons kalt und gemäßigt. Es gibt während des Jahres eine erhebliche Niederschlagsmenge. Dfb lautet die Klassifikation des Klimas nach Köppen und Geiger.

## Bevölkerungsentwicklung
| Jahr | Einwohner |
| ---- | --------- |
| 2002 | 17        |
| 2010 | 13        |

Anmerkung: Volkszählungsdaten

## Verkehr
Schukow liegt 10,5 km von der Fernstraße föderaler Bedeutung M3 Ukraina (Moskau – Kaluga – Brjansk – Grenze zur Ukraine), 3,5 km von der Straße A 142 (Trosna – M3 Ukraina), 7 km von der Straße regionaler Bedeutung 38K-040 (Chomutowka – Rylsk – Gluschkowo – Tjotkino – Grenze zur Ukraine), an der Straße interkommunaler Bedeutung 38N-657 (A142 – Romanowo – Schewtschenko mit Auffahrt nach Schukow) und 32 km von der nächsten Eisenbahnhaltestelle 525 km (Eisenbahnstrecke Nawlja – Lgow-Kijewskij).
Der Ort liegt 200 km vom internationalen Flughafen von Belgorod entfernt.